# Diane Ackerman
Diane Ackerman (Waukegan, Illinois, 7 de octubre de 1948) es una ensayista, poeta y naturalista estadounidense.

## Trayectoria
Estudió filosofía en la Universidad Cornell, donde se doctoró en 1978. Ha sido profesora en la Universidad de Columbia y la Universidad Cornell, y escribe regularmente en la prensa.
Ha recibido varios premios y reconocimientos, como el premio Lavan de poesía y el Literary Lion de la biblioteca pública de Nueva York. Una molécula lleva su nombre (la dianeackerone). Sus ensayos sobre la naturaleza humana han aparecido en periódicos y revistas de gran tirada, como The New Yorker, 
The New York Times, Parade, National Geographic, entre otros. También fue responsable de una serie de televisión en la cadena PBS de cinco horas sobre una Historia Natural de los Sentidos.
Está casada con el también novelista Paul West, con quien vive en Ithaca, Nueva York.

## Obra
En castellano ha alcanzado notoriedad gracias a la traducción de tres libros: Una Historia Natural de los Sentidos (trad. en 2000), Una Historia Natural del Amor (trad. en 1994) y Magia y Misterio de la Mente, la Maravillosa Alquimia del Cerebro (trad. 2005).
El primero es un recorrido por los diversos aspectos (fisiológicos, antropológicos y culturales) de los cinco sentidos. El segundo, es un análisis del concepto de amor desde la antigüedad hasta nuestros días, su reflejo en la literatura y el arte y su significado histórico y cultural. El tercero es un recorrido divulgativo sobre el funcionamiento del cerebro humano.

## Selección bibliográfica de su obra en castellano
- Una Historia Natural de los Sentidos Trad: Cesar Aira, rev. por Ana Abad Mercader, Barcelona, 1992. ISBN 8433913555-7
- Una Historia Natural del Amor Trad. Susana Camps, Barcelona, 2000. ISBN 84-339-1355-7
- Magia y Misterio de la Mente, la Maravillosa Alquimia del Cerebro. Trad: Margarita Costa, Buenos Aires, 2005. ISBN 950-02-5894-3
- La casa de la buena estrella ISBN 9788466609647

## Selección bibliográfica de su obra en inglés

### Poesía
- The Planets: A Cosmic Pastoral (1976)
- Wife of Light (1978)
- Lady Faustus (1983)
- Reverse Thunder (verse play) (1988)
- Jaguar of Sweet Laughter: New and Selected Poems (1991)
- I Praise My Destroyer (1998)
- Origami Bridges (2002)

### No ficción
- Twilight of the Tenderfoot (1980)
- On Extended Wings (1985)
- A Natural History of the Senses (1990)
- The Moon by Whale Light, and Other Adventures Among Bats and Crocodilains, Penguins and Whales (1991)
- A Natural History of Love (1994)
- The Rarest of the Rare (1995)
- A Slender Thread (1997)
- Deep Play (1999)
- Cultivating Delight (2002)
- An Alchemy of Mind: The Marvel and Mystery of the Brain (2004)

### Literatura infantil y juvenil
- Monk Seal Hideaway (1995)
- Bats: Shadows in the Night (1997)
- Animal Sense (poetry) (2003)